# Cugny
Cugny település Franciaországban, Aisne megyében. Lakosainak száma 605 fő (2022. január 1.). Cugny Annois, Beaumont-en-Beine, La Neuville-en-Beine, Ollezy és Sommette-Eaucourt községekkel határos.

## Népesség
A település népességének változása:
| Lakosok száma | 434  | 407  | 501  | 546  | 597  | 595  | 606  | 611  | 608  | 605  |
|               | 1968 | 1982 | 1990 | 2006 | 2013 | 2015 | 2017 | 2019 | 2020 | 2022 |